# 주재소
주재소(駐在所, 영: Residential police box)는 경찰, 소방 또는 해상보안청의 시설로 교외나 과소지역, 산간지역, 외딴섬 등에 놓여 있으며 각각 경찰관, 소방공무원, 해상보안관이 상주한다.

## 경찰
파출소와 동등한 역할을 하지만 파출소가 교대제인 데 반해 통상 주재원인 경찰관과 그 가족이 사는 관사를 겸하고 있는 것이 다른 점이다. 또, 경찰관이 상주하는 것으로부터 주재소의 명칭을 경찰관 주재소로 정하고 있는 지역이 있다(아키타현, 토치기현, 야마나시현, 토야마현, 와카야마현 등).
파출소 근무 경찰관이 경찰관으로 호칭되는 반면 주재소 근무 경찰관은 주재관으로 호칭되는 경우가 있다. 배속되는 것은 경부보 이하의 경찰관이다. 주재원은 기본적으로 단독으로 근무하기 때문에 웬만한 사안을 해낼 수 있는 능력이나 경험이 있는 사람이 선정되는 경우가 많다.

### 기능
대부분은 경찰관이 그 가족과 거주하고 지역과의 교류를 가지면서 업무를 수행하기 때문에 지방공무원이라기보다 가업이라는 인상이 강하지만, 해당 시설은 경찰시설이며, 또한 그곳에 근무하는 주재소 직원에게도 당연히 정기적으로 인사이동이 있다(이동이 발령된 경우는 한 가족이 임지로 이사하게 된다).
관사를 겸하여 가족을 거주시키는 목적에는 경찰관의 부재시나 바쁠 때 배우자에게 업무를 지원하게 하는 면도 있지만, 최근에는 인원이나 가족의 생활상의 이유로 경찰관 자신이 가진 자택 등 원래의 거주지에 가족을 남겨둔 채 단신으로 근무하거나 독신인 경찰관이 근무하는 경우도 있어, 모든 주재소가 부부·가족이 거주하고 있는 것은 아니다. 기본적인 집무시간은 8시 30분부터 17시 15분까지이다.
또 주재소에 따라서는 경찰관이 2명 이상 근무하는 곳(복수 주재소)도 있고, 드문 예이긴 하지만 결혼해서 부부관계인 남자 경찰관과 여자 경찰관이 둘이서 동일한 주재소 근무를 하는 경우도 있다.
소재지는 치안이 좋은 교외나 과소 지역·산간부·고도등이 주를 이루었지만, 얼굴이 보이는 경찰관으로서 근처에 친숙한 「주재씨」가 재검토되어 1990년대 후반부터 도시부에서도 치안 대책의 일환으로서 주재소를 마련하는 케이스도 있다.

### 경찰차
한 주재소에 경찰차 1대를 비치하는 경우가 있다.(단, 도심 등에 치안대책을 위해 설치된 주재소나 시가 중심부에 소재하는 주재소의 대부분을 제외한다)

## 소방

### 주재소 등의 설치 수와 근무 체제
일본 전국의 소방기관 중 145개 소방본부에 306곳이 설치되어 있으며 근무체제는 주간에는 1인 체제, 2인 체제 및 3인 체제가 있으며 야간에도 같은 인원수로 계속하는 경우 외에 감원 또는 부재하게 되는 주재소 등도 있다.
또한 일근 시간대 이외에도 병설 주택에서 대기시키고 있는 주재소의 경우 주휴일을 마련하여 대무자를 본서에서 파견하고 있는 곳도 있다.

### 출동 체제
주재소 등은 출동하는 소방공무원이 적고 인근 경찰서와 거리가 있어 증원부대 도착에 시간이 필요하기 때문에 주재소 등 소방부대가 출동할 때는 재해 등의 규모에 따라 다른 경찰서에서 동시에 소방부대를 출동시키고 있는 소방본부가 다수이다.

### 연계 체제
주재소 등은 출동하는 소방공무원이 적어 재해현장에서 소방단 등과 적극적인 연계활동을 실시하고 있다. 또 1인 체제의 주재소 중에는 재해 발생 시 소방단원 등을 소집 후 동승해 출동하는 체제의 소방본부도 있다.

### 주재소 등의 직원 배치
주재소 등의 직원은 적은 인원으로 소방업무 전반을 실시하기 위해 모든 능력을 갖춘 직원이 요구된다. 기본적으로 구급대원 경험자(소방학교 구급과정 종료자)가 배치되는 것이 대부분이다.
배치에 있어서 자격, 경험, 계급, 연령 등에 대해서도 고려되고 있다. 주재소 등의 지역 특성상 장시간 통근이나 이사 등의 부담, 직원의 사기나 동기부여 등도 고려된다.

## 한국의 경우
일제강점기부터 광복 때까지 한반도 전역에 존속했던 경찰 최일선 기관이다. 주로 순사가 공무를 맡았던 곳으로 지서(支署)를 거쳐서 현재의 파출소에 속한다.
1910년 조선총독부령에 의거하여 전국 각지에 설치되었으며 한국인들의 행동과 사상 그리고 독립운동과 반일사상 등의 행위를 감시하고 순사들을 통해서 이들을 체포 및 조사할 수 있는 권한이 주어졌다. 주로 경찰 중에서 말단 순사들이 공무를 보았으며 순사들은 주재소가 속한 각지의 장터나 민가 등을 순찰하면서 원주민 중에 독립운동이나 반일사상 그리고 항일운동 등을 하는 이들을 체포하는 임무를 수행하였다.
주재소 소장은 경찰서장의 임명하에 지역의 행정과 치안을 담당하는 총지휘자로서 순사들을 명령할 수 있는 권한을 가졌다.
1945년 8.15 광복이 되고 그 해 9월에 조선총독부가 해체되면서 1945년에 창설된 대한민국의 경찰의 기관인 지서(支署)로 전환되었다.

## 같이 보기
- 파출소
- 대한민국의 경찰
- 조선총독부